# Джордж Элиот
Мэри Энн Эванc (англ. Mary Ann Evans; 22 ноября 1819, имение Арбери в графстве Уорикшир — 22 декабря 1880, Лондон), известная под псевдонимом Джордж Элиот (англ. George Eliot)  — английская писательница, поэтесса, журналистка и философ. Одна из самых популярных авторов Викторианской эпохи.
Её работы известны благодаря своему реализму, психологической проницательности, чувству места и тщательному изображению сельской местности.

## Биография
Мэри Энн Эванс родилась в небогатой, но почтенной буржуазной английской семье и стала третьим ребёнком из пяти. Её отец Роберт Эванс (1773—1849) работал управляющим в чужих имениях, вёл хозяйство на своей ферме. Её матерью была Кристиана Эванс (1788—1836), вторая жена своего мужа. Мэри Энн была ненасытной читательницей, что сильно помогло развить её интеллект. Из-за того что она считалась физически некрасивой, её семья была уверена, что у Мэри Энн нет шансов выйти замуж. И это, в сочетании с её быстрым развитием, заставило её отца инвестировать в образование, которое не часто предоставлялось женщинам в XIX веке.
С 9 до 13 лет Мэри Энн получала образование в частном пансионе (англ. Mrs. Wallington's school), где особое внимание уделялось религиозным наставлениям. Она долгое время была евангелисткой, но позже отказалась посещать церковь из-за перевода в другой пансион (англ. Misses Franklin's school), где её познакомили с более тихой и дисциплинированной верой, сильно отличающейся от евангелизма.
После выпуска из англ. Misses Franklin's school, у Эванс было мало формального образования. Однако благодаря важной роли её отца в поместье, ей разрешили посещать библиотеку Арбери-холла (англ. Arbury Hall), что очень помогло юной писательнице в самообразовании и расширении знаний. Её классическое образование оставило свой след; Кристофер Стрэй заметил, что «Романы Джорджа Элиота в значительной степени основаны на греческой литературе (только одна из её книг может быть напечатана без использования греческого шрифта), а на его сюжеты часто влияет греческая трагедия».
В 1836 году её мать умерла, и Эванс (ей было 16 лет) вернулась домой, чтобы работать в сфере экономики, однако она продолжала переписку со своей наставницей Марией Льюис. В 1841 году, rогда Эванс был 21 год, её брат Исаак женился и перенял семейный дом, поэтому она и её отец переехали в Фоулсхилл (англ. Foleshill
), неподалёку от Ковентри.
Под влиянием Фоусхиллского общества Эванс познакомилась с более либеральными и агностическими теологиями, а также с такими писателями, как Давид Штраус или Людвиг Фейербах, которые часто ставили под сомнение буквальную истинность библейских текстов.
В 1846 году Мэри Энн анонимно опубликовала перевод «Жизни Иисуса» Д. Ф. Штрауса. После смерти отца (1849) не без колебаний приняла должность помощника редактора в «Вестминстер ривью», а в 1850 году переехала в Лондон.
В 1854 вышел её перевод «Сущности христианства» Людвига Фейербаха. Тогда же начался её гражданский брак с Дж. Г. Льюисом
, известным литературным критиком, писавшим также на научные и философские темы, с которым Мэри Энн познакомилась через философа Герберта Спенсера и издателя Чепмена. В первые месяцы их совместной жизни Мэри Энн закончила перевод «Этики» Спинозы и в сентябре 1856 обратилась к художественной прозе.
Первой её работой был цикл из трёх повестей, появившийся в журнале «Блэквудз мэгэзин» в 1857 году под общим заголовком «Сцены из жизни духовенства» (англ. «Scenes of Clerical Life») и псевдонимом «Джордж Элиот». Подобно многим другим писательницам XIX века (Жорж Санд, Марко Вовчок, сёстры Бронте — «Каррер, Эллис и Эктон Белл», Крестовский-Хвощинская) — Мэри Эванс пользовалась мужским псевдонимом, с целью вызвать в публике серьёзное отношение к своим писаниям и заботясь о неприкосновенности своей личной жизни. (В XIX веке на русский язык её сочинения переводились без раскрытия псевдонима, который склонялся, как мужские имя и фамилия: «роман Джорджа Элиота»). Тем не менее, Чарльз Диккенс сразу же угадал в загадочном «Элиоте» женщину.
Предвосхищая её будущие и лучшие творения, «Сцены» полны задушевных воспоминаний о прежней, ещё не знавшей железных дорог Англии.
Вышедший в 1859 году роман «Адам Бид», необыкновенно популярный и, возможно, лучший пасторальный роман в английской литературе, вывел Элиот в первый ряд викторианских романистов. В «Адаме Биде» Джордж Элиот писала о временах юности своего отца (Англия конца XVIII века), в «Мельнице на Флоссе» (1860) обратилась к собственным ранним впечатлениям. В героине романа, страстной и одухотворённой Мэгги Тьюлливер, много общего с юной Мэри Энн Эванс. Самый предметный из «сельских» романов Элиот — «Сайлес Марнер». Герои живут убедительной в глазах читателя жизнью, их окружает конкретный, узнаваемый мир. Это последний «автобиографический» роман Элиот. В «Ромоле» (1863) повествуется о Флоренции XV века, и картины Италии эпохи Возрождения так же вычитаны из книг, как питались воспоминаниями «сцены» уходящей Англии. В романе «Феликс Холт, радикал» (1866), вернувшись к английской жизни, Элиот обнаружила темперамент острого социального критика.
Опубликованная в 1868 году длинная поэма в белых стихах «Испанская цыганка» (The Spanish Gypsy), как и другие её опыты в поэзии, не выдержала испытания временем.
Общепризнанный шедевр Элиот — роман «Миддлмарч», публиковался частями в 1871—1872 годах. Элиот показывает, как мощное устремление к добру может погубить скрытая слабость, как сложности характера сводят на нет благороднейшие устремления, как моральное перерождение постигает людей, изначально вовсе не плохих. Последний роман Элиот, «Дэниэль Деронда», появился в 1876 году.
Через два года умер Льюис, и писательница посвятила себя подготовке его рукописей к публикации. В мае 1880 года она вышла замуж за старинного друга семьи Д. У. Кросса. Переехав вместе с новым супругом в новый дом в Челси, она слегла в постель с простудой, затем обострилась её болезнь почек, и 22 декабря 1880 года она умерла.

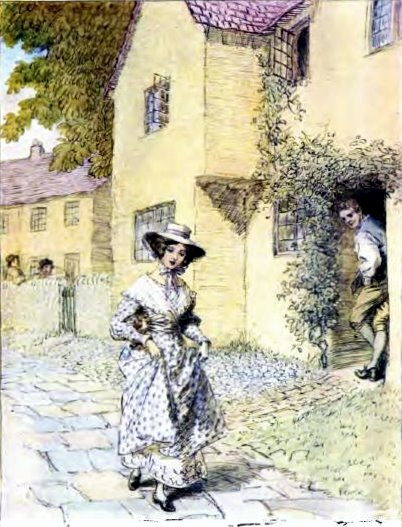
Хью Томсон. Фронтиспис издания «Сцен из жизни духовенства», «MacMillan», 1906
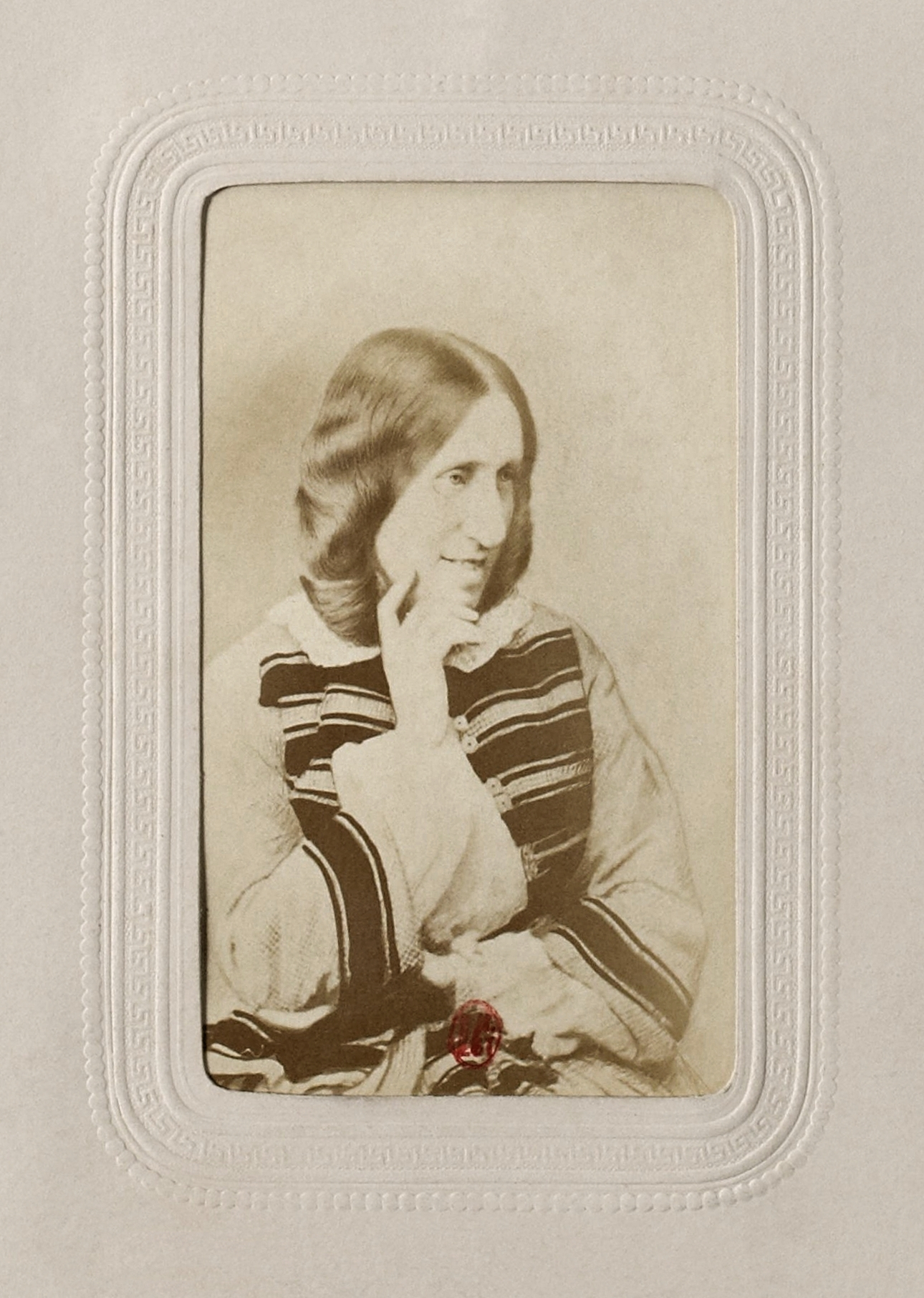
Джордж Элиот, около 1865

## Произведения
Романы
- «Адам Бид» (1859)
- «Мельница на Флоссе» (1860)
- «Сайлес Марнер» (1861)
- «Ромола» (1863)
- «Феликс Холт, радикал» (1866)
- «Мидлмарч» (1871 — 1872)
- «Даниэль Деронда» (1876)

Переводы
- Das Leben Jesu, kritisch bearbeitet (Жизни Иисуса) Volume 2 Давида Штрауса, 1846
- Das Wesen des Christentums (Сущность христианства) Людвига Фейербаха, 1854
- «Этика», Бенедикта Спинозы, 1856